# Mistrzostwa Polski w koszykówce mężczyzn (1929)
II Mistrzostwa Polski w koszykówce mężczyzn. Po rozgrywkach okręgowych i międzyokręgowych  w dniach 19 - 20 października  w Krakowie odbył się Turniej finałowy z udziałem 4 drużyn.

## Rozgrywki
Wyniki meczów z 19 października 1929 r.
- Czarna Trzynastka Poznań - Sokół Macierz Lwów 41:6,
- Cracovia - Polonia Warszawa 27:21,
- Cracovia - Sokół Macierz Lwów 37:14,
- Polonia Warszawa - Czarna Trzynastka Poznań 19:11

Wyniki meczów z 20 października 1929 r. 
- Polonia Warszawa - Sokół Macierz Lwów 42:10,
- Cracovia - Czarna Trzynastka Poznań 31:27 p.d.

## Składy drużyn
W skład zwycięskiej ekipy Cracovii wchodzili: Mieczysław Szumiec, Stefan Lubowiecki II, Zdzisław Trytko, Jakub Lubowiecki I, Stefan Trytko oraz rezerwowi St. Gradowski i Stefan Doniec
Polonia: Kassenberg, Gregołajtys, Zgliński, Kapałka I, Kapałka II.
Czarna Trzynastka: Zbigniew Kasprzak, Zdzisław Kasprzak, Marian Niesiołowski, Patrzykont, Kokorniak.

## Klasyfikacja końcowa
| Miejsce | Zespół                   | Mecze | Zwycięstwa-Porażki | Bilans punktów |
| złoto   | Cracovia                 | 3     | 3-0                | 95:62          |
| 2.      | Polonia Warszawa         | 3     | 2-1                | 82:48          |
| 3.      | Czarna Trzynastka Poznań | 3     | 1-2                | 79:56          |
| 4.      | Sokół Macierz Lwów       | 3     | 0-3                | 30:120         |